# Zsa Zsa Gabor
Pour les articles homonymes, voir Gabor.
Sári Gábor, dite Zsa Zsa Gabor (prononcé en anglais : [ʒɑːʒɑː gɑːbɔr, gəˈbɔr]), née le 6 février 1917 à Budapest et morte le 18 décembre 2016 à Los Angeles, est une actrice américaine d'origine  hongroise. Elle est la sœur des actrices Eva Gabor et Magda Gabor.
Elle participe au concours de Miss Hongrie 1933 où elle arrive deuxième, et commence sa carrière sur scène à Vienne l'année suivante. Elle émigre aux États-Unis en 1941 et devient une actrice recherchée pour son style européen[réf. souhaitée]. Elle est considérée comme ayant une personnalité qui « respire le charme et la grâce ». Sa première apparition au cinéma est un second rôle dans Les Rois de la couture (1952). La même année, elle apparaît dans Cinq Mariages à l'essai, et tient l'un de ses rares rôles principaux dans Moulin Rouge de John Huston. Ce-dernier décrira plus tard Gabor comme une actrice « honorable ».
En dehors de sa carrière d'actrice, Gabor est connue pour son style de vie extravagant à Hollywood, sa personnalité glamour et ses nombreux mariages. Au total, elle s'est mariée neuf fois, notamment avec le magnat de l'hôtellerie Conrad Hilton et l'acteur George Sanders. Elle déclare un jour : « Les hommes m'ont toujours aimée et j'ai toujours aimé les hommes. Mais j'aime un homme viril, un homme qui sait parler et traiter une femme, pas seulement un homme musclé ».

## Biographie

### Enfance
Sári Gábor naît le 6 février 1917, à Budapest, d'une famille juive de la bourgeoisie hongroise. Elle fait, très jeune, ses débuts à Vienne au théâtre An der Wien dans l'opérette Der singende Traum (« Le rêve chantant »).

### Carrière

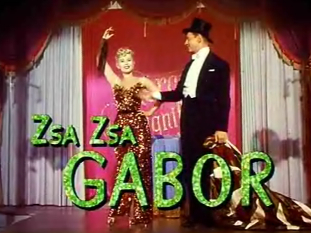
Zaza Gabor dans Lili (1953).

En 1936, elle est élue Miss Hongrie puis, poussée par sa mère Jolie Gabor (en), elle vient tenter sa chance à Hollywood.
Mais ce n'est que dans les années 1950, alors mariée à l'acteur George Sanders, qu'elle commence réellement sa carrière en apparaissant dans un show télévisé, Bachelor's Haven, qui la propulse sur le devant de la scène. Mervyn LeRoy lui donne un rôle dans la comédie musicale Les Rois de la couture (1952). Elle enchaîne avec plusieurs films, souvent en guest star (vedette invitée) : Cinq mariages à l'essai d'Edmund Goulding (1952) où elle partage l'affiche avec Ginger Rogers et Marilyn Monroe, Lili (1953) de Charles Walters où elle joue face à Leslie Caron. Elle a aussi un petit rôle dans La Soif du mal (Touch of Evil) de Orson Welles (1958)  et surtout Moulin Rouge (1952) de John Huston. En Europe où elle est très populaire pour sa vie privée, elle joue avec Fernandel dans L'Ennemi public nº 1 d'Henri Verneuil et dans Sang et Lumières avec Daniel Gélin.
Elle est la vedette du film Queen of Outer Space (1958), dont l'action se passe sur la planète Vénus. Elle reçoit en 1958 le Golden Globe de l'actrice la plus glamour (sensualité, charme). Dans les années 1960, elle apparaît davantage dans les shows télévisés que sur le grand écran. On la voit sur scène à Broadway dans les années 1970 dans 40 Carats, L'esprit s'amuse de Noel Coward ou Arsenic et vieilles dentelles
Zsa Zsa Gábor reste connue pour son style flamboyant, son goût pour les bijoux et le luxe et ses nombreux mariages. Légende hollywoodienne, elle était connue « autant pour sa vie sentimentale que sa carrière cinématographique ».

### Mariages

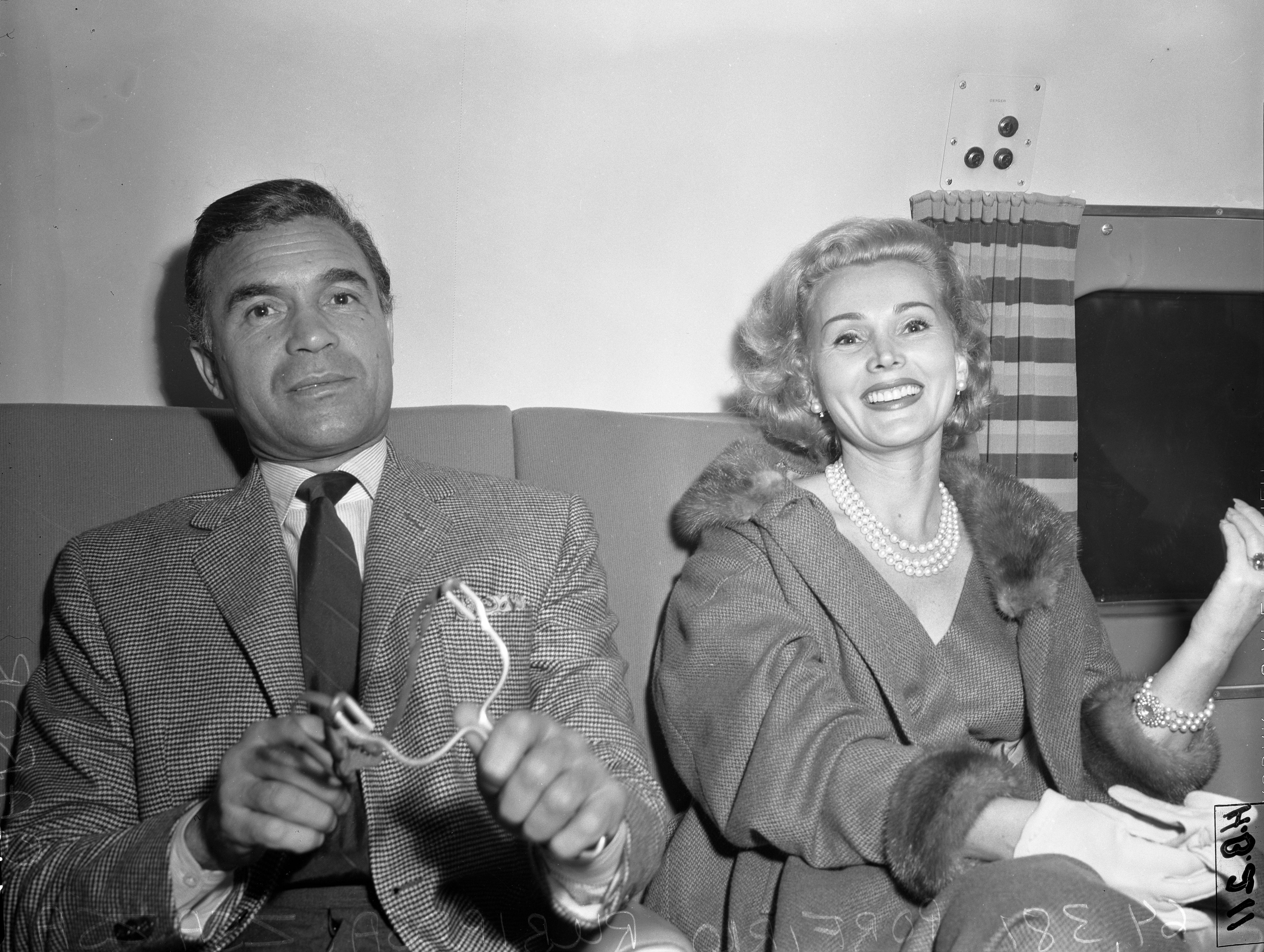
Zsa Zsa Gabor et Porfirio Rubirosa Ariza vers 1954.

Zsa Zsa Gabor a été mariée neuf fois, elle a divorcé sept fois et un de ses mariages a été annulé :
1. 1937-1941 : Burhan Asaf Belge, un journaliste et diplomate turc.
2. 1942-1947 : Conrad Hilton, fondateur des hôtels Hilton, de qui elle a une fille, Constance Francesca Hilton (1947-2015).
3. 1949-1954 : George Sanders qui épousera plus tard sa sœur Magda Gabor.
4. 1962-1966 : Herbert Hutner (en).
5. 1966-1967 : Joshua S. Cosden, Jr.
6. 1975-1976 : Jack Ryan ; il avait participé à la conception de la poupée Barbie.
7. 1976-1983 : Michael O'Hara.
8. 1983-1983 : Felipe de Alba (en) (annulation dès le lendemain du mariage) ; né en 1924, mort le 15 novembre 2005.
9. 1986-2016 : Frédéric Prinz von Anhalt, prince allemand non reconnu, né en 1943 ; il a indiqué qu'il était peut-être le père de Dannielynn Birkhead-Smith (née en 2006), la fille d'Anna Nicole Smith (1967 - 2007). Cette paternité a été infirmée par des tests ADN.

Elle affirme que son premier amant était Atatürk et avoir eu des liaisons avec Sean Connery et Frank Sinatra, précisant toutefois avoir refusé les avances de John F. Kennedy, Elvis Presley, John Huston et Henry Fonda.

### Parenté
Zsa Zsa (Sari) Gabor est la sœur de Magda Gabor (1915-1997) et d'Eva Gabor (1919-1995). Des trois sœurs, seule Zsa Zsa a eu un enfant, une fille, Constance Francesca Hilton, née en 1947 de son mariage avec Conrad Hilton, le fondateur de la chaîne d'hôtels Hilton, décédée le 5 janvier 2015 d'une crise cardiaque à l'hôpital Cedars-Sinai, à Los Angeles.

### Santé
En 2002, Zsa Zsa Gábor est partiellement paralysée à la suite d'un accident de la route. En 2005, elle fait un accident vasculaire cérébral et dès lors ne se déplace plus qu'en fauteuil roulant.
À l'été 2010, âgée de 93 ans, ayant chuté de son lit, on doit lui poser une prothèse à la hanche,. Sortie de l'hôpital après trois semaines, elle y revient deux jours après, souffrante. Les médecins lui enlèvent des caillots sanguins. Elle demande un prêtre et reçoit l'extrême-onction. Son mari, contrairement à sa fille, la juge toujours en grand danger. De son côté, elle exige instamment son retour chez elle et refuse toute nouvelle opération, alors que les médecins veulent l'opérer du foie.
En janvier 2011, l'actrice est amputée de la quasi-totalité de la jambe droite lors d'une nouvelle hospitalisation pour venir à bout d'une infection. À quelques jours de ses 94 ans, le 1er février 2011, elle est encore une fois hospitalisée, dans un état grave, en raison d'une infection pulmonaire. Le 29 mars 2011, elle est de nouveau emmenée aux urgences du centre médical Ronald Reagan UCLA de Los Angeles, pour de sérieux problèmes de tension artérielle et pulmonaires, après avoir appris la mort de son amie de longue date, Elizabeth Taylor. Le 17 mai 2011, l'actrice est encore admise à l'hôpital, cette fois à cause d'une infection à l'estomac ; elle tombe dans le coma mais reprend connaissance le 24 mai suivant,.

### Décès
Zsa Zsa Gábor meurt d'une attaque cardiaque le 18 décembre 2016, à 99 ans, à son domicile de Los Angeles, deux mois avant son centième anniversaire, entourée de sa famille, ses amis et son dernier époux, Frédéric Prinz von Anhalt,,.

## Filmographie

### Cinéma
- 1952 : Les Rois de la couture (Lovely to Look At) de Mervyn LeRoy : Zsa Zsa
- 1952 : Cinq mariages à l'essai (We're Not Married!) d'Edmund Goulding : Eve Melrose
- 1952 : Moulin Rouge de John Huston : Jane Avril
- 1953 : Histoire de trois amours (The Story of Three Loves) de Vincente Minnelli : flirt au bar
- 1953 : Lili, de Charles Walters : Rosalie
- 1953 : L'Ennemi public nº 1 d'Henri Verneuil : Éléonore dite « Lola », la blonde
- 1954 : Sang et Lumières (Sangre y luces) : Marilena
- 1954 : Le clown est roi (3 Ring Circus), de Joseph Pevney : Saadia
- 1954 : Ball der Nationen : Vera van Loon
- 1956 : Death of Scoundrel : Mme Ryan
- 1958 : The Man Who Wouldn't Talk : Eve Trent
- 1958 : La Soif du mal (Touch of Evil) d'Orson Welles : la tenancière
- 1958 : Queen of Outer Space : Talleah
- 1959 : La Fille de Capri (For the First Time) de Rudolph Maté : Gloria De Vadnuz
- 1960 : La contessa azzurra : Loreley
- 1962 : Garçonnière pour quatre (Boys Night Out) : la petite amie du boss
- 1962 : Astronautes malgré eux (The Road To Hong Kong) de Norman Panama : caméo
- 1966 : Picture Mommy Dead : Jessica Shelley
- 1966 : Drop Dead Darling : Gigi
- 1972 : Up the Front : Mata Hari
- 1976 : Won Ton Ton, le chien qui sauva Hollywood (Won Ton Ton, the Dog Who Saved Hollywood) de Michael Winner : une star
- 1978 : Every Girl Should Have One de Robert Hyatt : Olivia Wayne
- 1984 : Frankenstein's Great Aunt Tillie : Clara
- 1986 : Charlie Barnett's Terms of Enrollment : une star hongroise
- 1987 : Freddy 3 (A Nightmare on Elm Street 3: Dream Warriors) de Chuck Russell : elle-même
- 1987 : Johann Strauss, le roi sans couronne (Johann Strauß – Der König ohne Krone) de Franz Antel : Baronne Amelie
- 1990 : Blanche-Neige et le Château hanté (Happily Ever After) : Blossom (voix)
- 1993 : The Naked Truth de Nico Mastorakis : la steward

1993 : Les allumés de Beverly Hills (The              Beverly Hillbillies) de Peneloppe Spheeris : La femme en séance d'identification

### Télévision
- 1955 : Climax! (série) : princesse Stéphanie / Mme Florizel
- 1956 : The Ford Television Theatre (en) (série) : Dara Szabo
- 1956-1958 : Matinee Theatre (série) : Mme Brillon / Eugenia
- 1957 : The Life of Riley (série) : Gigi
- 1957 : Playhouse 90 (série) : Erika Segnitz / Marta Lorenz
- 1959 : Lux Playhouse (série) : Helen
- 1960 : Make Room for Daddy (série) : Lisa Laslow
- 1963 : The Dick Powell Show (en) (série) : une fille
- 1963-1964 : L'Homme à la Rolls (Burke's Law) (série) : Anna / commissaire Ilona Buda
- 1965 : L'Île aux naufragés (Gilligan's Island) (série) : Erika Tiffany Smith
- 1966 : F Troop (série) : Marika
- 1966 : The Rounders (série) : Ilona Robson
- 1967 : Bonanza (série) : Madame Marova
- 1968 : Batman (série) : Minerva
- 1968 : Les Règles du jeu (The Name of the Game) (série) : Mira Retzyk
- 1969 : Bracken's World (série) : caméo
- 1971 : Night Gallery (série) : Mme Moore
- 1979 : Supertrain (série) : Audrey
- 1980 : Hollywood, ich komme (téléfilm) : Stargast
- 1980 : La croisière s'amuse (The Love Boat) (série) : Annette
- 1981 : Drôle de vie (The Facts of Life) (série) : comtesse Calvet
- 1981 : As the World Turns (série) : Lydia Marlowe
- 1982 : Côte ouest (série) : elle-même
- 1983 : Matt Houston (série) : Zizi
- 1990 : City (série) : Babette Croquette
- 1991 : Le Prince de Bel-Air (The Fresh Prince of Bel-Air) (série) : Sonya Lamor

## Publication
- (en) Zsa Zsa Gábor et Wendy Leigh, One lifetime is Not Enough, Delacorte Pr., 1991.  (ISBN 0038529882 et 978-0038529889)